# Macrotrachela ambigua
Macrotrachela ambigua is een raderdiertjessoort uit de familie Philodinidae. De wetenschappelijke naam van deze soort is voor het eerst geldig gepubliceerd in 1965 door Donner.